# Camp Siegfried
El camp Siegfried, un campament d’estiu que adoctrinava en la ideologia nazi, estava situat a Yaphank, Nova York, a Long Island. Era propietat del Bund germanoamericà, una organització nazi nord-americana dedicada a promoure una visió favorable de l’Alemanya nazi, i era operat per la Lliga d'assentament germanoamericana. El camp Siegfried va ser un dels molts camps d’aquests als Estats Units dels anys trenta, incloent-hi el camp Hindenberg a Grafton, Wisconsin, el camp Nordland a Andover, Nova Jersey, el Deutschhorst Country Club a Sellersville, Pennsilvània, i un camp a Windham, Nova York.

## Descripció i història
El camp Siegfried disposava d'una piscina i oferia competicions de tir amb arc, caminades pel bosc, un campament juvenil a l’altra banda del Llac Superior, bandes oom-pah i celebracions de l'Oktoberfest; hi havia dones vestides de pageses alemanyes que saludaven els visitants a la porta. Els trens del cap de setmana al matí del Long Island Railroad, anomenats "Camp Siegfried Specials", circulaven des de l'estació de Penn a la ciutat de Nova York fins a Yaphank per a la comoditat dels hostes del camp, molts dels quals van sortir del barri germanoamericà de Yorkville, a Manhattan, per passar temps en un lloc que aparentava ser un refugi familiar d'estiu. El 1938, el New York Times va informar que hi havien assistit 40.000 persones amb motiu de la celebració de la Diada d'Alemanya d'aquell any.
Al camp Siegfried, però, també s'hi exhibien banderes nazis i de les Joventuts hitlerianes, juntament amb imatges d'Adolf Hitler, i s'hi fotografiaven homes amb samarretes negres d’estil feixista italià, samarretes marrons a l'estil de les SA i uniformes militars nazis. D'acord amb un judici contra la Lliga d'assentament germanoamericana, el 1938, per no haver-se registrat a la secretaria d'estat de Nova York una violació de la Llei de Drets Civils del 1923, promulgada per controlar el Ku Klux Klan, per esdevenir membre de la Lliga hom havia de jurar fidelitat a Hitler i als líders del Bund germanoamericà; el tribunal va resoldre en contra de la Lliga. Durant el judici, es va demanar a un testimoni que expliqués com saludaven la bandera americana aquells qui eren al camp. Sota pressió, hi va respondre tot fent la salutació nazi. Quan se li va preguntar si es tractava de "la salutació americana", el testimoni va respondre: "Ho serà".
Segons el Washington Post, el propòsit del camp Siegfried era "criar els futurs líders d'Amèrica, i assegurar-se que creixessin imbuïts dels ideals nazis". Els futurs líders aris no només es van veure obligats a construir la infraestructura del camp per tal d'evitar la contractació de treballadors sindicals, ja que els líders del camp es pensaven que els sindicats eren plens de jueus, sinó que també van ser forçats a mantenir relacions sexuals entre ells per tal d'engendrar una nova generació de nens aris.
El 1940, el Bund germanoamericà va trencar les connexions amb la Lliga d'assentament germanoamericana, i la Lliga es va fer càrrec del camp amb l’anunci que a partir d'aleshores seria “apolític”. No obstant això, el camp va ser confiscat i tancat pel govern dels Estats Units quan Alemanya hi va declarar la guerra. Fins aleshores havia estat protegit per la primera esmena, però en aquell moment va fer-se il·legal que els ciutadans estatunidencs juressin fidelitat a Alemanya.
El camp Siegfried es va transformar en els "Jardins alemanys", una comunitat planificada que havia estat aprovada per la ciutat de Brookhaven el 1936. Situats a la vora del llarg del Llac Superior, una part dels Jardins alemanys on el nom dels carrers de Hitler, Joseph Goebbels i Hermann Göring no es va canviar fins al 1941 va ser posteriorment absorbida per Yaphank, mentre que la resta es va convertir en Siegfried Park, una comunitat privada de 40 acres amb petits bungalous i cases de pagès suburbanes amb jardins ben curats. El terreny on se situaven aquests habitatges era propietat de la Lliga d'assentament germanoamericana, i ningú no hi podia comprar una casa sense el vistiplau previ de la Lliga. Els estatuts de la Lliga (que era, tècnicament, una cooperativa) incloïen un pacte restrictiu segons el qual tots els compradors d’habitatges havien de ser majoritàriament “d’extracció alemanya”. Això va ser rebutjat per un jutge federal el 2016 com a resultat d’una demanda, i es van reescriure els estatuts de la comunitat per exigir-li que complís totes les lleis d’habitatge justes, a escala federal, estatal i local. Les pràctiques discriminatòries, però, van continuar malgrat tot, i la Lliga va dificultar la revenda d’habitatges. El maig del 2017, els fiscals de l’Estat de Nova York van anunciar que havien arribat a un acord amb la Lliga per posar fi a qualsevol política i pràctica discriminatòria en matèria d'habitatge. Segons el fiscal general de l'estat, Eric Schneiderman, l'acord "posarà fi una vegada per totes a la discriminació de la Lliga".